# 毎日新聞北関東コア

株式会社毎日新聞北関東コア（まいにちしんぶん・きたかんとうコア）は、毎日新聞グループホールディングスの子会社である東日印刷の完全子会社として運営する新聞印刷会社である。
同社は1992年に毎日新聞社、東日印刷のほか、スポーツニッポン新聞東京本社、および地元新聞社の上毛新聞の共同出資の下設立され、10月に工場が稼働された。主に群馬県・埼玉県・長野県・新潟県を中心とした北関東・北信越地域に向けた毎日新聞、スポニチのほか、委託受注による聖教新聞、公明新聞などを印刷している。なお、上毛新聞は2009年11月から、伊勢崎市に建設した新工場からの印刷に移行している。
工場は高崎市にあり、関越自動車道前橋インターチェンジから4㎞の立地条件にあり、工場には日本有数の「新聞研究・資料室」と題された展示室がある。

## 関連会社
- 毎日新聞グループホールディングス
- 毎日新聞社
- 毎日新聞東京本社
- スポーツニッポン
- 東日印刷
- 毎日新聞首都圏センター
- 東日オフセット